# Быков, Юрий Сергеевич
Юрий Сергеевич Быков (02.03.1916, Саратов — 30.07.1970, там же) — главный конструктор системы связи с космическими аппаратами.

## Биография
Родился 2 марта 1916 года в городе Саратове в семье юриста. После окончания Саратовской школы № 43 поступил на вечернее отделение Саратовского технологического института на факультет машиностроения. Одновременно работал электромонтёром на Саратовском аккумуляторном заводе, заводе «Универсаль», мельнице № 3.
В связи с переводом отца в Москву в 1933 году перевёлся на радиотехнический факультет Московского энергетического института. Подрабатывал на радиофикации квартир в доме, где он проживал. Обнаруженный у него туберкулёз лёгких заставил его прервать учёбу и лечь в больницу. На студенческую скамью вернулся лишь через год. Упорство, тяга к знаниям и выработанная с годами привычка следить за новыми публикациями в области радиотехники обеспечили успех во время защиты диплома в 1939 году. Тема защиты называлась «Измерение скорости самолёта методами радиотехники». По окончании института поступил в аспирантуру Московского энергетического института, но начавшаяся война заставила заняться созданием радиоаппаратуры для самолётов, для чего он поступил на работу в Научно-исследовательский институт самолётного оборудования, тем более что по состоянию здоровья он был освобождён от военной службы. Не прекратилась работа и в эвакуации, в Ульяновске.
Там же в январе 1942 года Ю. С. Быков сконструировал и новую, необычную модель пулемёта. В беседах с ним раненые бойцы и командиры, лечившиеся в госпиталях, сетовали, что мало у нас пулемётов. Рассказывали, как противники во что бы то ни стало стремились накрыть артиллерийским огнём наши редкие пулемётные точки. Только начнет строчить пулемётчик, как на него обрушивается шквал огня. Вместе со своим товарищем по работе Ю. С. Быков изобрёл имитатор пулемёта. Устройство его не сложно: радиолампа ярко вспыхивает, будто пулемёт посылает пулю за пулей. Звук записали на пластинку. Крутится патефон в блиндаже, по проводам от микрофона звук идёт к динамикам, спрятанным в окопах, на передовой. В черноте ночи иллюзия «пулемётного огня» была полной. Не раз обманывались противники, принимая имитаторы за наши дзоты, открывали огонь по ним, тем самым выдавая расположение своей артиллерии.
В апреле 1943 года Ю. С. Быков всё же побывал на фронте в составе специальной бригады при 6-й воздушной армии. За время пребывания в частях бригада ознакомилась с организацией радиосвязи и состоянием радиооборудования самолётов. На основании этого был предложен метод точной настройки на фиксированную волну взаимодействия, были проведены семь инструктивных занятий в полках с лётно-техническим составом и была оказана техническая помощь в устранении радиопомех на самолётах. В результате проделанной работы улучшилась связь с КПП. За проделанную работу по улучшению радиоаппаратуры бортовой связи имел пять благодарностей, в том числе от командующего 6-й воздушной армии. После войны Ю. С. Быков возвращается к диссертации.
В 1947 году становится кандидатом, а в 1952 году — доктором технических наук, а позже ему присваивают учёное звание профессора. В эти годы он занимался разработками теоретических основ помехоустойчивости авиационной телефонной радиосвязи в условиях больших акустических шумов и тем самым положил начало новой области техники — самолётной радиоакустики. На основе созданной им теории разборчивости русской речи создаются и широко внедряются в практику самолётной радиосвязи средства защиты от помех. Быков начинает работать над весьма неожиданной темой передачи речи без искажений, несмотря на окружающие шумовые помехи. На основании опытов и экспериментов в 1954 году Ю. С. Быков написал книгу «Теория разборчивости речи в линиях связи». И в дальнейшем он совершенствовал радиоаппаратуру, искал новые пути. Перечитал, критически осмыслил сотни книг. Если в его монографии 1954 года в списке использованной литературы всего 29 наименований, то в капитальном труде Ю. С. Быкова «Теория разборчивости речи и повышение эффективности радиотелефонной связи», вышедшем в 1959 году, этот список возрос уже до 184 работ наших и зарубежных авторов.
Осенью 1959 года Ю. С. Быкова, ведущего учёного в области радиосвязи, приглашают на работу в НИИ-695 и назначают Главным конструктором системы связи с космическими аппаратами. В рамках подготовки к запуску первого космического корабля «Восток» с человеком на борту, Ю. С. Быков работал над созданием системы с автоматической подстройкой по частоте, устойчиво работающей в условиях атмосферных помех и значительных изменений мощности воспринимаемого сигнала. Система космической связи, получившая название «Заря», была создана всего за год. Ю. С. Быков активно участвовал в руководстве полётом первого космонавта Ю. А. Гагарина.
Указом Президиума Верховного Совета СССР от 17 июня 1961 года за большие успехи, достигнутые в развитии ракетной промышленности, науки и техники, успешное осуществление первого в мире полёта советского человека в космическое пространство на корабле-спутнике «Восток» Быкову Юрию Сергеевичу присвоено звание Героя Социалистического Труда с вручением ему ордена Ленина и золотой медали «Серп и Молот».
В 1963 году Ю. С. Быков становится директором Московского научно-исследовательского института радиосвязи. В последующем работал Главным конструктором систем радиосвязи со всеми пилотируемыми кораблями «Восток» и «Восход». Создал основы новых систем радиосвязи обитаемых космических объектов «Союз» и «Салют».
Скоропостижно скончался 30 июля 1970 года, во время отпуска в горном туристическом лагере. Похоронен в Москве на Введенском кладбище (18 уч.).

Быков Ю. С. памятная плита (Саратов)

## Награды
- Лауреат Ленинской премии.
- Награждён орденом Ленина.

## Память
- 7 мая 1988 года на здании бывшей школы № 43, в которой в 1925—1930 годах учился Ю. С. Быков, ему была открыта мемориальная доска на углу улиц Горького и Советской города Саратова.